# Grand Prix Austrálie 2011
Grand Prix Austrálie 2011 (LXXV Qantas Australian Grand Prix), 1. závod 62. ročníku mistrovství světa jezdců Formule 1 a 53. ročníku poháru konstruktérů, historicky již 841. grand prix, se již tradičně odehráal na okruhu v Melbourne.

## Výsledky

### Kvalifikace
| Pozice              | Číslo | Jezdec             | Tým                  | 1. část  | 2. část  | 3. část  | Start |
| ------------------- | ----- | ------------------ | -------------------- | -------- | -------- | -------- | ----- |
| 1                   | 1     | Sebastian Vettel   | Red Bull-Renault     | 1:25.296 | 1:24.090 | 1:23.529 | 1     |
| 2                   | 3     | Lewis Hamilton     | McLaren-Mercedes     | 1:25.384 | 1:24.595 | 1:24.307 | 2     |
| 3                   | 2     | Mark Webber        | Red Bull-Renault     | 1:25.900 | 1:24.658 | 1:24.395 | 3     |
| 4                   | 4     | Jenson Button      | McLaren-Mercedes     | 1:25.886 | 1:24.957 | 1:24.779 | 4     |
| 5                   | 5     | Fernando Alonso    | Ferrari              | 1:25.707 | 1:25.242 | 1:24.974 | 5     |
| 6                   | 10    | Vitalij Petrov     | Renault              | 1:25.543 | 1:25.582 | 1:25.247 | 6     |
| 7                   | 8     | Nico Rosberg       | Mercedes             | 1:25.856 | 1:25.606 | 1:25.421 | 7     |
| 8                   | 6     | Felipe Massa       | Ferrari              | 1:26.031 | 1:25.611 | 1:25.599 | 8     |
| 9                   | 16    | Kamui Kobajaši     | Sauber-Ferrari       | 1:25.717 | 1:25.405 | 1:25.626 | 9     |
| 10                  | 18    | Sébastien Buemi    | Toro Rosso-Ferrari   | 1:26.232 | 1:25.882 | 1:27.066 | 10    |
| 11                  | 7     | Michael Schumacher | Mercedes             | 1:25.962 | 1:25.971 |          | 11    |
| 12                  | 19    | Jaime Alguersuari  | Toro Rosso-Ferrari   | 1:26.620 | 1:26.103 |          | 12    |
| 13                  | 17    | Sergio Pérez       | Sauber-Ferrari       | 1:25.812 | 1:26.108 |          | 13    |
| 14                  | 15    | Paul di Resta      | Force India-Mercedes | 1:27.222 | 1:26.739 |          | 14    |
| 15                  | 12    | Pastor Maldonado   | Williams-Cosworth    | 1:26.298 | 1:26.768 |          | 15    |
| 16                  | 14    | Adrian Sutil       | Force India-Mercedes | 1:26.245 | 1:31.407 |          | 16    |
| 17                  | 11    | Rubens Barrichello | Williams-Cosworth    | 1:26.270 | bez času |          | 17    |
| 18                  | 9     | Nick Heidfeld      | Renault              | 1:27.239 |          |          | 18    |
| 19                  | 20    | Heikki Kovalainen  | Lotus-Renault        | 1:29.254 |          |          | 19    |
| 20                  | 21    | Jarno Trulli       | Lotus-Renault        | 1:29.342 |          |          | 20    |
| 21                  | 24    | Timo Glock         | Virgin-Cosworth      | 1:29.858 |          |          | 21    |
| 22                  | 25    | Jérôme d'Ambrosio  | Virgin-Cosworth      | 1:30.822 |          |          | 22    |
| 107% time: 1:31.266 |       |                    |                      |          |          |          |       |
| 23                  | 23    | Vitantonio Liuzzi  | HRT-Cosworth         | 1:32.978 |          |          | DNQ   |
| 24                  | 22    | Narain Karthikeyan | HRT-Cosworth         | 1:34.293 |          |          | DNQ   |

## Závod
| Pozice | Číslo | Jezdec             | Tým                  | Kola | Čas/odstoupení | Start | Body |
| ------ | ----- | ------------------ | -------------------- | ---- | -------------- | ----- | ---- |
| 1      | 1     | Sebastian Vettel   | Red Bull-Renault     | 58   | 1:29:30.259    | 1     | 25   |
| 2      | 3     | Lewis Hamilton     | McLaren-Mercedes     | 58   | +22.297        | 2     | 18   |
| 3      | 10    | Vitalij Petrov     | Renault              | 58   | +30.560        | 6     | 15   |
| 4      | 5     | Fernando Alonso    | Ferrari              | 58   | +31.772        | 5     | 12   |
| 5      | 2     | Mark Webber        | Red Bull-Renault     | 58   | +38.171        | 3     | 10   |
| 6      | 4     | Jenson Button      | McLaren-Mercedes     | 58   | +54.304        | 4     | 8    |
| 7      | 6     | Felipe Massa       | Ferrari              | 58   | +1:25.186      | 8     | 6    |
| 8      | 18    | Sébastien Buemi    | Toro Rosso-Ferrari   | 57   | +1 kolo        | 10    | 4    |
| 9      | 14    | Adrian Sutil       | Force India-Mercedes | 57   | +1 kolo        | 16    | 2    |
| 10     | 15    | Paul di Resta      | Force India-Mercedes | 57   | +1 kolo        | 14    | 1    |
| 11     | 19    | Jaime Alguersuari  | Toro Rosso-Ferrari   | 57   | +1 kolo        | 12    |      |
| 12     | 9     | Nick Heidfeld      | Renault              | 57   | +1 kolo        | 18    |      |
| 13     | 21    | Jarno Trulli       | Lotus-Renault        | 56   | +2 kola        | 20    |      |
| 14     | 25    | Jérôme d'Ambrosio  | Virgin-Cosworth      | 54   | +4 kola        | 22    |      |
| NC     | 24    | Timo Glock         | Virgin-Cosworth      | 49   | +9 kol         | 21    |      |
| Ret    | 11    | Rubens Barrichello | Williams-Cosworth    | 48   | Převodovka     | 17    |      |
| Ret    | 8     | Nico Rosberg       | Mercedes             | 22   | Kolize         | 7     |      |
| Ret    | 20    | Heikki Kovalainen  | Lotus-Renault        | 19   | Únik vody      | 19    |      |
| Ret    | 7     | Michael Schumacher | Mercedes             | 19   | Kolize         | 11    |      |
| Ret    | 12    | Pastor Maldonado   | Williams-Cosworth    | 9    | Převodovka     | 15    |      |
| DSQ    | 17    | Sergio Pérez       | Sauber-Ferrari       | 58   | Diskvalifikace | 13    |      |
| DSQ    | 16    | Kamui Kobajaši     | Sauber-Ferrari       | 58   | Diskvalifikace | 9     |      |

## Průběžné pořadí po závodě
Pořadí Poháru jezdců
| Pos | Driver           | Points |
| --- | ---------------- | ------ |
| 1   | Sebastian Vettel | 25     |
| 2   | Lewis Hamilton   | 18     |
| 3   | Vitalij Petrov   | 15     |
| 4   | Fernando Alonso  | 12     |
| 5   | Mark Webber      | 10     |

Pořadí Poháru konstruktérů
| Pozice | Tým                | Body |
| ------ | ------------------ | ---- |
| 1      | Red Bull–Renault   | 35   |
| 2      | McLaren–Mercedes   | 26   |
| 3      | Ferrari            | 18   |
| 4      | Renault            | 15   |
| 5      | Toro Rosso–Ferrari | 4    |